# Garudinia latana
Garudinia latana là một loài bướm đêm thuộc phân họ Arctiinae, họ Erebidae.